# Mír v Campo Formio

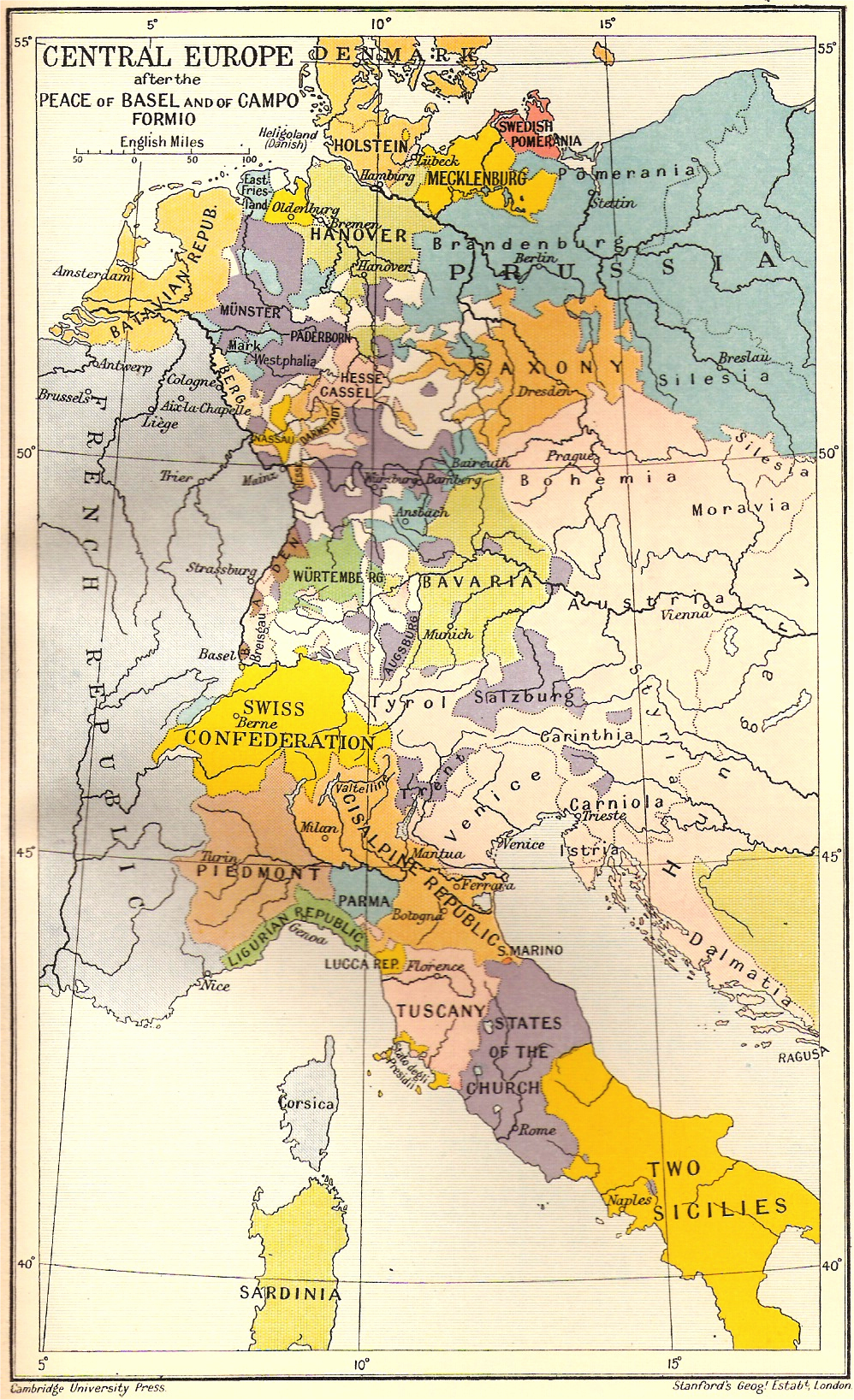
Střední Evropa po uzavření míru v Campo Formio

Mír v Campo Formio 17. října roku 1797 ukončil válku mezi Francií a Rakouskem a potvrdil nové východní hranice Francouzské republiky až k levému břehu Rýna. Habsburská monarchie tu uznala ztrátu svého vlivu v Itálii a vzdala se Lombardie a Belgie výměnou za Benátsko, Istrii a Dalmácii. Rozhodnutím mírové smlouvy zanikla tisíciletá Benátská republika.

## Průběh jednání
Jednání o mírové smlouvě měla probíhat v Udine. Ačkoli to měl Napoleon Bonaparte z Milána coby kamenem dohodil, nechal císařova zmocněnce, nejlepšího rakouského diplomata hraběte Ludwiga Cobenzla, den čekat.
Jednání začala 27. září. Postupovala velice pomalu a Napoleon musel vyvinout obrovské diplomatické úsilí. Pokusil se Cobenzla zastrašit, že jednání budou přerušena. Cobenzl byl však neústupný. Již během předběžných leobenských jednání narazil na slabé místo rakouské diplomacie – Prusko.
Společně čelit Prusku, rakouskému rivalovi, se Cobenzlovi zamlouvalo. Napoleonovi na Prusku nezáleželo a splnění této smlouvy také nepovažoval za závazné. Cobenzl se přesto dohadoval o každý bod smlouvy a jednání protahoval. Z Paříže přicházely každý dnem nové směrnice, ta poslední ukládala přerušit jednání a pokračovat na Vídeň do 29. září. Napoleon potřeboval konec tažení a spěchal. Rozhodl se tedy riskovat. Nótu o „ultimátu do 29. září“ ukázal Cobenzlovi, který jí byl naprosto zaskočen. Napoleon mohl přerušit jednání a jeho vláda by byla jen spokojena. Vyděšený Cobenzl byl ochoten souhlasit se vším.
Bylo to otevřené dělení kořisti. Benátská republika byla rozdělena mezi Rakousko, Francii a Cisalpinskou republiku. Mohuč a levý břeh Rýna připadl Francii. Rakousko uznalo nové italské republiky. Všechny otázky byly vyřešeny, a tak se 11. října obě strany sešly, aby smlouvu podepsaly.
Vyskytly se však netušené obtíže. Napoleonovi se nelíbil článek o Mohuči a rýnské hranici a navrhl jej opravit podle sebe, Cobenzl měl námitky.
Za dva dny byl text ale oficiálně schválen, teď už šlo jen o to ho podepsat. Bylo dohodnuto, že se podpisy uskuteční v městečku Campo Formio, na poloviční cestě mezi rezidencemi obou stran. Když však byla smlouva 17. října konečně vyhotovena, hrabě Cobenzl, který se obával dalších Napolonových kousků, nečekal v Campo Formiu a odjel do Codroipo za ním. Tam byla také smlouva v noci na 18. října podepsána.
Ačkoli Napoleon ani Cobenzl v Campo Formiu nebyli, smlouva, jež ukončila pětiletou válku mezi Francií a Rakouskem, vešla do dějin jako mír z Campo Formia.